# ۲ ژوئیه
۲ ژوئیه صد و هشتاد و سومین (صد و هشتاد و چهارمین در سال‌های کبیسه) روز سال در گاه‌شماری میلادی است. ۱۸۲ روز تا پایان سال باقی‌است.

## رویدادها
- ۱۴۹۴ - پیمان تردسییاس توسط امپراتوری اسپانیا تصویب شد.
- ۱۸۲۲ - سی و پنج برده در کارولینای جنوبی به اتهام سازماندهی یک شورش به دار آویخته شدند.
- ۱۹۶۶ - با آزمایش یک بمب اتمی، فرانسه نخستین آزمایش بمب هسته‌ای خود را در اقیانوس آرام انجام داد.
- ۱۹۷۶ - با سقوط جمهوری ویتنام در جنوب، کمونیست‌های شمالی با اعلام اتحاد دو ویتنام، جمهوری سوسیالیستی ویتنام را تشکیل دادند.
- ۲۰۰۰ - با انتخاب شدن بیسنته فوکس پس از هفتاد سال یک شخص از حزب مخالف دولت به ریاست جمهوری مکزیک رسید.
- ۲۰۱۳ - اتحادیه بین‌المللی اخترشناسی اقمار چهارم و پنجم پلوتون را سربروس و استوکس نامید.

## زادروزها
- ۱۸۷۱ - بندلی الجوزی،  تاریخ‌نگار و زبان‌شناس عثمانی-فلسطینی. [۱]
- ۱۹۷۲ - دارن شان، نویسنده

## درگذشت‌ها
- ۱۹۶۱ - ارنست همینگوی نویسنده آمریکایی (ز. ۱۸۹۹)[۲]